# 戸田一夫
戸田 一夫（とだ かずお、1922年4月19日 - 2006年10月21日）は、日本の実業家。フィンランド視察を基にした、北海道産業クラスター構想提唱者。北海道札幌市出身。東京工業大学卒。

## 略歴
- 1947年 - 東京工業大学を卒業し、北海道配電(北海道電力の前身会社)に入社。
- 1977年 - 北海道電力原子力部門担当常務、泊発電所建設責任者。
- 1988年 - 北海道電力社長就任
- 1989年 - 泊発電所一号機、1991年に二号機の営業運転開始。
- 1993年～1999年 - 北海道電力会長。
- 1994年～2000年 - 北海道経済連合会第4代会長
- 1996年 - 北海道産業クラスター創造研究会を設立
- 2001年 - 北海道科学技術総合振興センター（ノーステック財団）理事長
- 2006年10月21日 - 肺炎で死去。